# Milano Marittima
Milano Marittima è una frazione balneare nel comune di Cervia, nota per la sua vocazione turistica. Immersa nella pineta di Cervia, confina a nord con la località di Lido di Savio, compresa nel comune di Ravenna, e a sud con Cervia. Il confine (puramente convenzionale) tra le due località è dato dal canale Madonna del Pino.

## Storia
La nascita e lo sviluppo di Milano Marittima risalgono ai primi anni del '900, quando Cervia era una piccola città di 9 000 abitanti che si basava su un'economia tradizionale, legata in larga misura alla produzione del sale, all'agricoltura e alla pesca.

Chiudilettera raffigurante Milano Marittima

Nell'ultimo ventennio dell'Ottocento, però, era già cominciata una prima fase pionieristica di sviluppo turistico, favorita dal miglioramento delle condizioni igienico-sanitarie di un territorio considerato ancora malarico e dalla costruzione della ferrovia, prima con il tratto Ravenna-Cervia del 1884, poi con il tratto Ferrara-Ravenna-Rimini del 1889.
Nel 1907 fu stipulato un patto di convenzione tra l'amministrazione comunale di Cervia e la ditta Maffei, una delle più importanti famiglie di imprenditori del Milanese. Secondo l'accordo il Comune cedeva alla società lombarda una vasta zona della pineta litoranea, con l'obbligo da parte del concessionario di fabbricarvi villini (almeno 12 all'anno), parchi e giardini per creare così un nuovo quartiere residenziale. «Milano Marittima» fu il nome della società che, successivamente, venne esteso al lotto edificabile. Al 1º giugno 1911 risale invece la costituzione della "Società Milano Marittima per lo sviluppo della spiaggia di Cervia" della quale facevano parte l'architetto Napoleone Tempini (presidente), Aldo Tagliazucchi, il senatore Giovanni Facheris, l'avvocato Alberto Redenti, Felice Bianchi, Giuseppe Galli e il pittore e cartellonista Giuseppe Palanti.
Proprio lo stesso Palanti riprese in quel tempo le teorie di Ebenezer Howard riguardanti la città giardino, un progetto urbanistico molto originale, che disegnava lo sviluppo di una città nuova in cui le residenze turistiche dovevano fondersi perfettamente con la natura circostante. Si trattava di una moderna città delle vacanze per la media borghesia lombarda, interamente costruita su una serie di villini adagiati all'interno della rigogliosa pineta. Tra questi va ricordata la casa dello stesso Palanti, una delle prime villette costruite, che ancora oggi può essere ammirata.

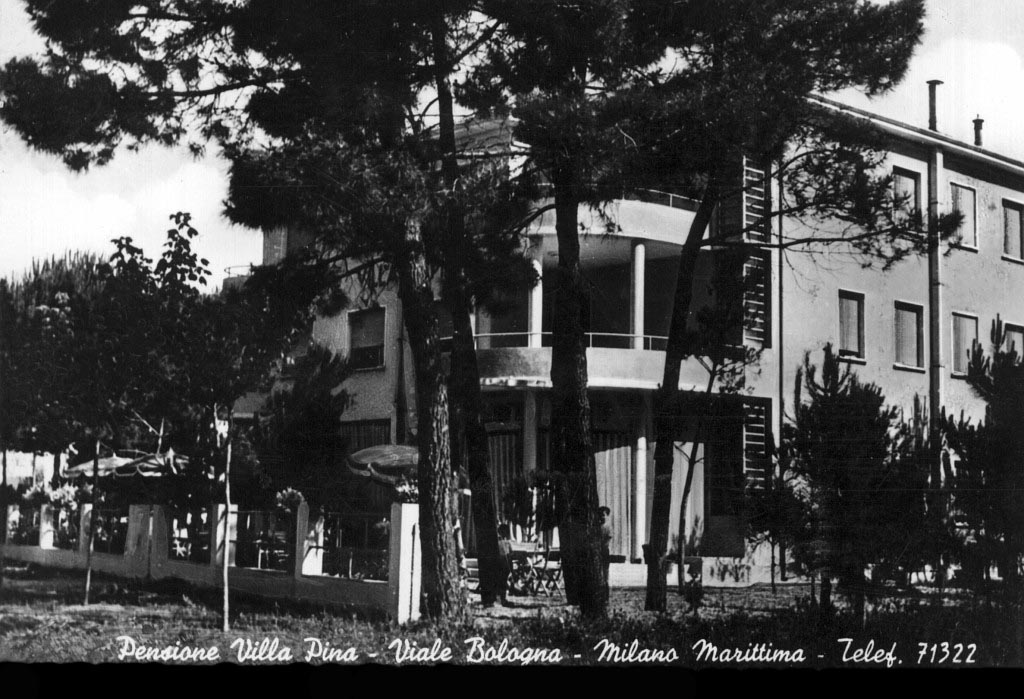
Milano Marittima, anni cinquanta

Iniziò quindi uno sviluppo urbanistico notevole che, nonostante l'interruzione dovuta al primo conflitto mondiale, continuò sempre più evidente negli anni venti e portò alla trasformazione di una costa bassa, spesso paludosa, in un luogo adatto alle vacanze delle classi urbane medio-alte.
Il 20 ottobre 1927 Cervia fu riconosciuta con decreto ministeriale «Stazione di Cura, Soggiorno e Turismo», grazie anche al contributo della nuova località di Milano Marittima; così, da quell'anno, non solo proseguì la costruzione dei villini nella pineta ma cominciò anche l'edificazione dei primi alberghi, colonie ed esercizi di ristorazione. Il primo albergo fu il «Mare e Pineta» di Carlo Allegri, edificato nel 1928. Lo sviluppo turistico si fece più intenso negli anni trenta, per interrompersi nuovamente con il secondo conflitto mondiale e riprendere nel dopoguerra.
Durante la seconda guerra mondiale gli Alleati costruirono un aeroporto militare all'interno della pineta per sostenere l'avanzata dell'Ottava Armata britannica verso il Nord d'Italia. Sempre durante il secondo conflitto i tedeschi costruirono numerosi bunker a difesa della costa romagnola, e tra Lido di Savio e Cervia alcuni sono tuttora visibili. Milano Marittima, in particolare, ne ha tuttora uno che è stato coperto nel 2019, alla foce del canale della Cupa. Nel secondo dopoguerra la popolazione ha visto un continuo aumento, con espansione di strutture commerciali e servizi sia per i residenti sia per i turisti. Negli anni cinquanta vengono edificati i due grattacieli Marinella e Royal Palace e la grande chiesa parrocchiale Stella Maris. A partire dagli anni sessanta la città ha visto una netta trasformazione urbanistica, da città giardino a centro turistico ampiamente ricettivo, con l'abbattimento di numerosi villini storici per sostituirli con grandi alberghi o condomini. Negli anni novanta è iniziato un lento processo di riduzione della popolazione residente. Contemporaneamente si è verificata una riduzione delle tradizionali attività commerciali. In molti casi sono state sostituite da negozi prevalentemente di abbigliamento e di cosmesi, legati al fenomeno del turismo locale non estivo del fine settimana.

## Monumenti e luoghi d'interesse

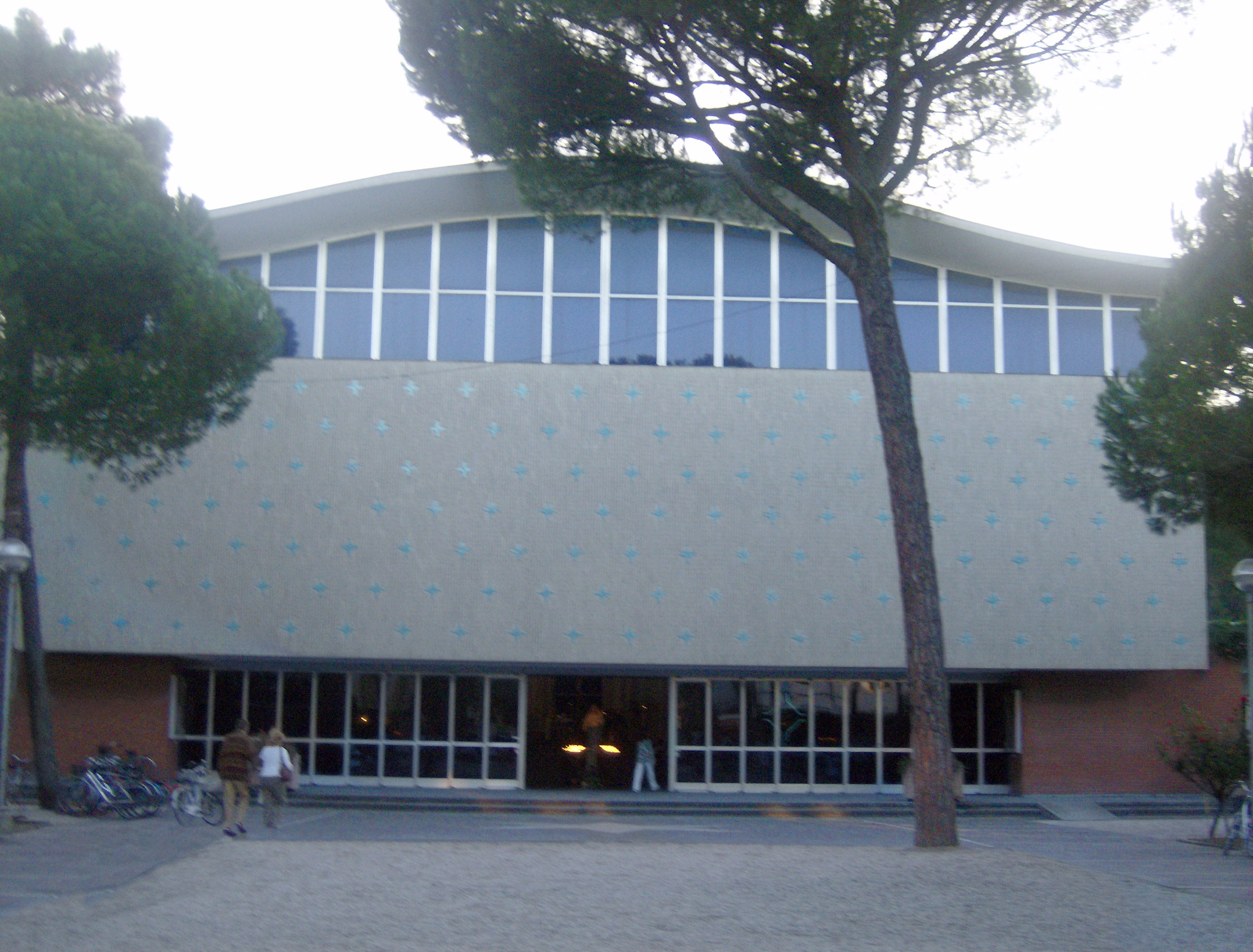
Chiesa di Stella Maris

### Architetture religiose
- Chiesa di Stella Maris

### Architetture civili

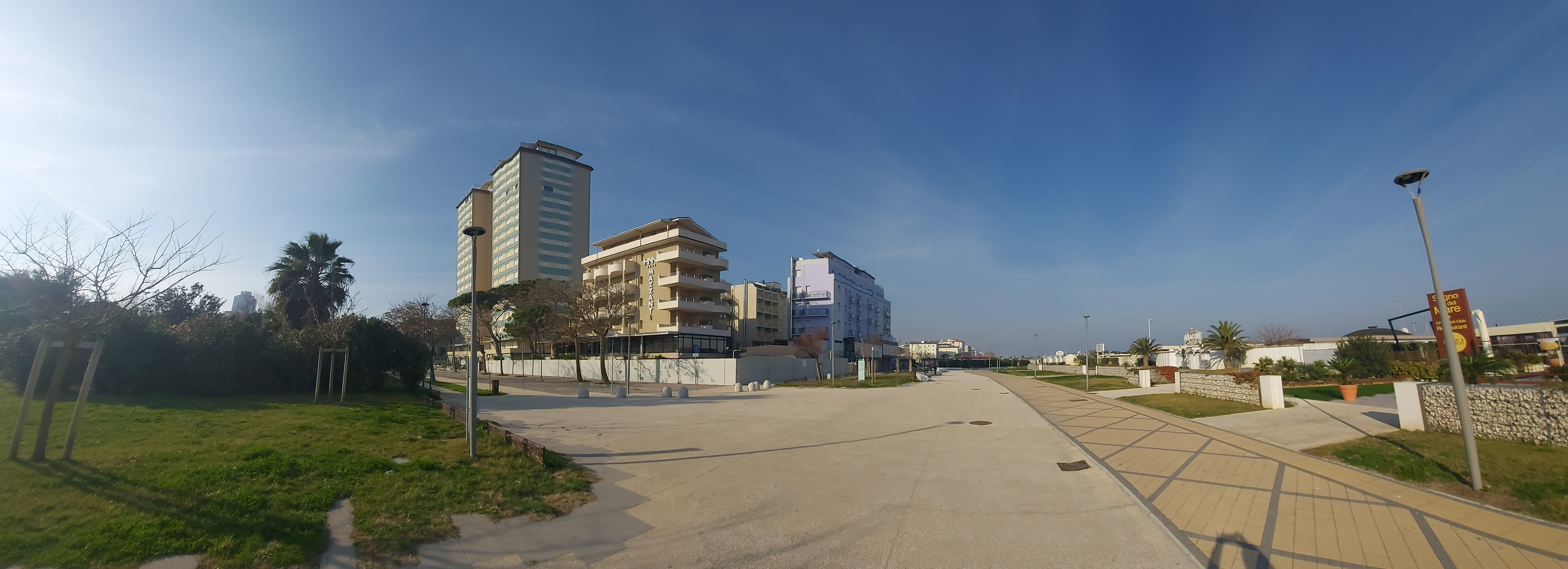
Grattacielo Royal Palace e lungomare

- Le prime abitazioni di Milano Marittima furono i villini costruiti lungo il litorale, oggi parte dell'Ecomuseo del sale e del mare di Cervia.[7] Tra il 1914 e il 1940 furono edificate molte abitazioni di pregio, molte delle quali sono tuttora esistenti. Si tratta di abitazioni costruite prevalentemente in stile Liberty e razionalista[8].
- Quasi al confine con Lido di Savio, abbandonata dentro un grande cortile sommerso da piante e arbusti, sorge la Colonia Varese. Il complesso si chiamava in passato colonia Marina Costanzo Ciano[9]. Comprende due fabbricati, uno risalente al 1937 (ideato dall'architetto romano Mario Loreti per la Federazione dei Fasci della provincia di Varese), l'altro intorno al 1960, periodo in cui fu avviato un progetto di ricostruzione (mai portato a termine). Durante il periodo bellico fu utilizzata come ospedale e sul lato mare sono ancora presenti i disegni di due grandi croci rosse. Nel 1970 la colonia è stata l'ambientazione di alcune scene del film La ragazza di latta di Marcello Aliprandi. Nel 1983 Pupi Avati vi ha ambientato alcune scene del film horror Zeder.
- Nel luglio 1957 fu inaugurato il grattacielo Marinella, primo grattacielo costruito sulla riviera romagnola. Progettato dall'ingegnere Eugenio Berardi, fu realizzato in poco più di un anno. Conta 23 piani per 90 metri d'altezza.
- Il grattacielo Royal Palace, del 1958, fu progettato dall'ing. Piero Sacchetti e realizzato dall'ing. Giuseppe Bentini di Faenza. Caratterizzato da un accentuato sviluppo orizzontale, è formato da due edifici di 18 piani affiancati, collegati dal corpo scale. Si eleva a 59,60 m in prossimità della spiaggia.

### Aree naturali
All'interno del parco naturale che unisce Cervia a Milano Marittima si trova la Casa delle Farfalle, un centro di educazione ambientale che, all'interno di una vasta serra riscaldata, riproduce l'ecosistema delle foreste pluviali tropicali e ospita centinaia di farfalle, che volano libere fra i visitatori.

## Cultura

### Eventi
Ogni anno, in agosto, nella chiesa di Stella Maris, dotata di un grande e pregevole organo (tre manuali, 44 registri, 2 859 canne realizzato nel 1970 da Giuseppe Zanin), si svolge una rassegna di concerti di musica organistica tenuti da esecutori prestigiosi, in buona parte provenienti dall'estero.

## Sport

### Impianti sportivi
Nell'area di Milano Marittima si trovano lo stadio Germano Todoli, impianto dedicato al calcio, e il campo da golf dell'Adriatic Golf Club Cervia.

## Galleria d'immagini

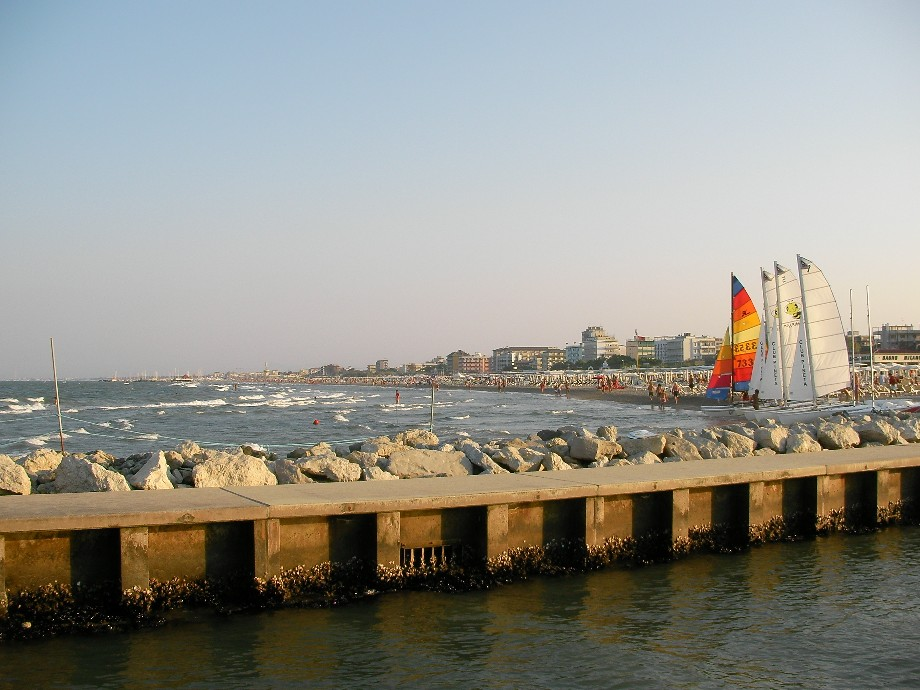
La spiaggia
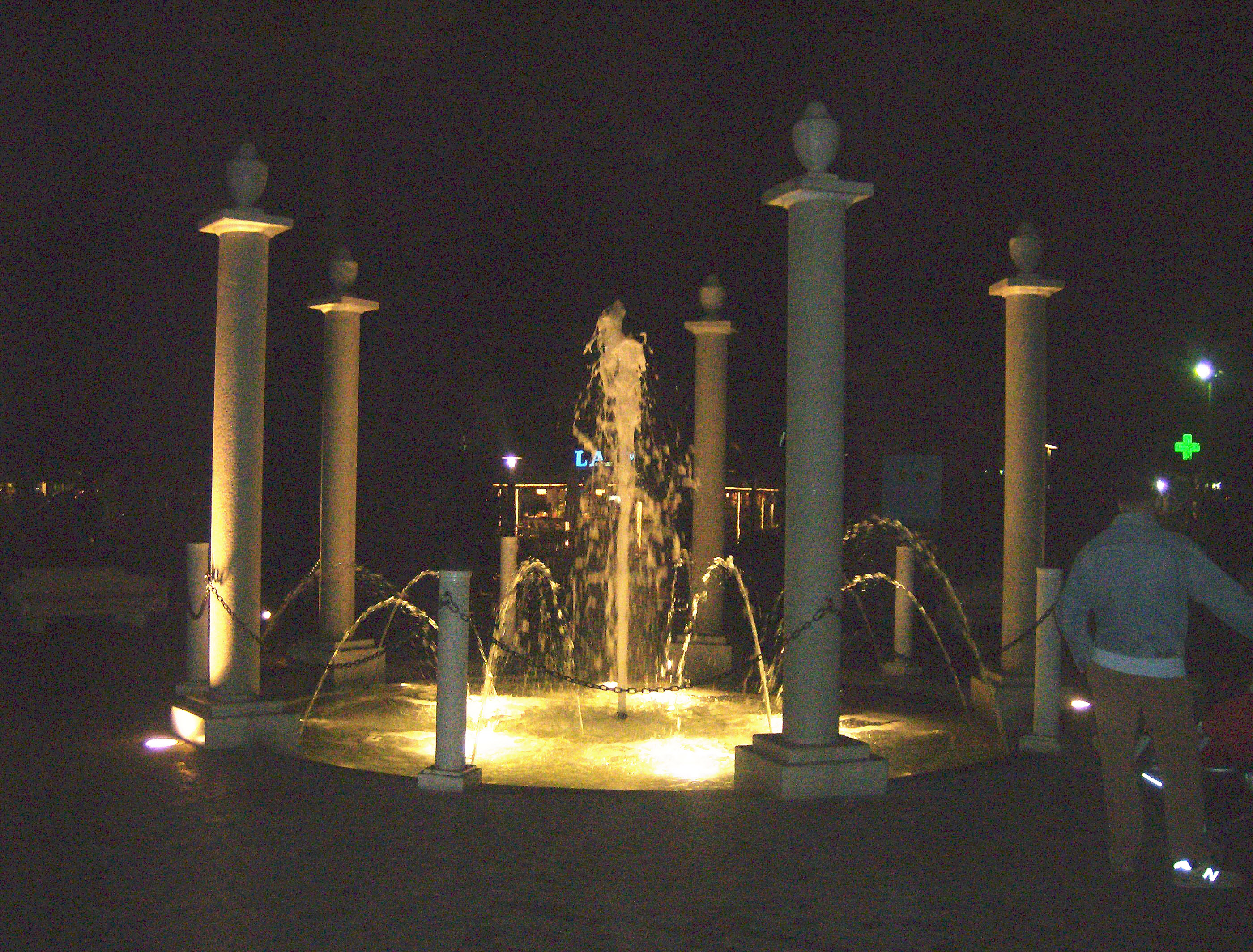
Rotonda Primo Maggio
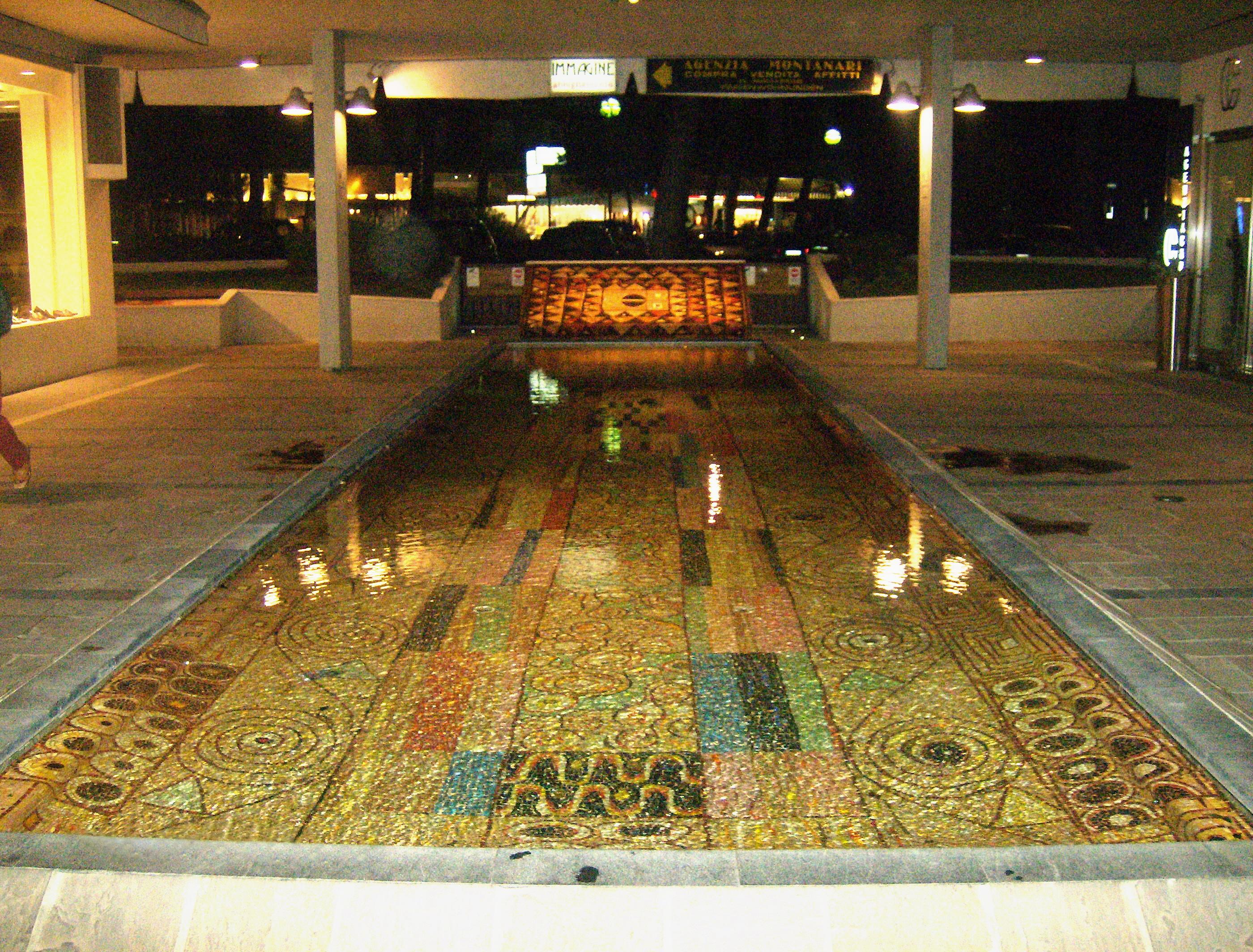
Mosaici di viale Gramsci
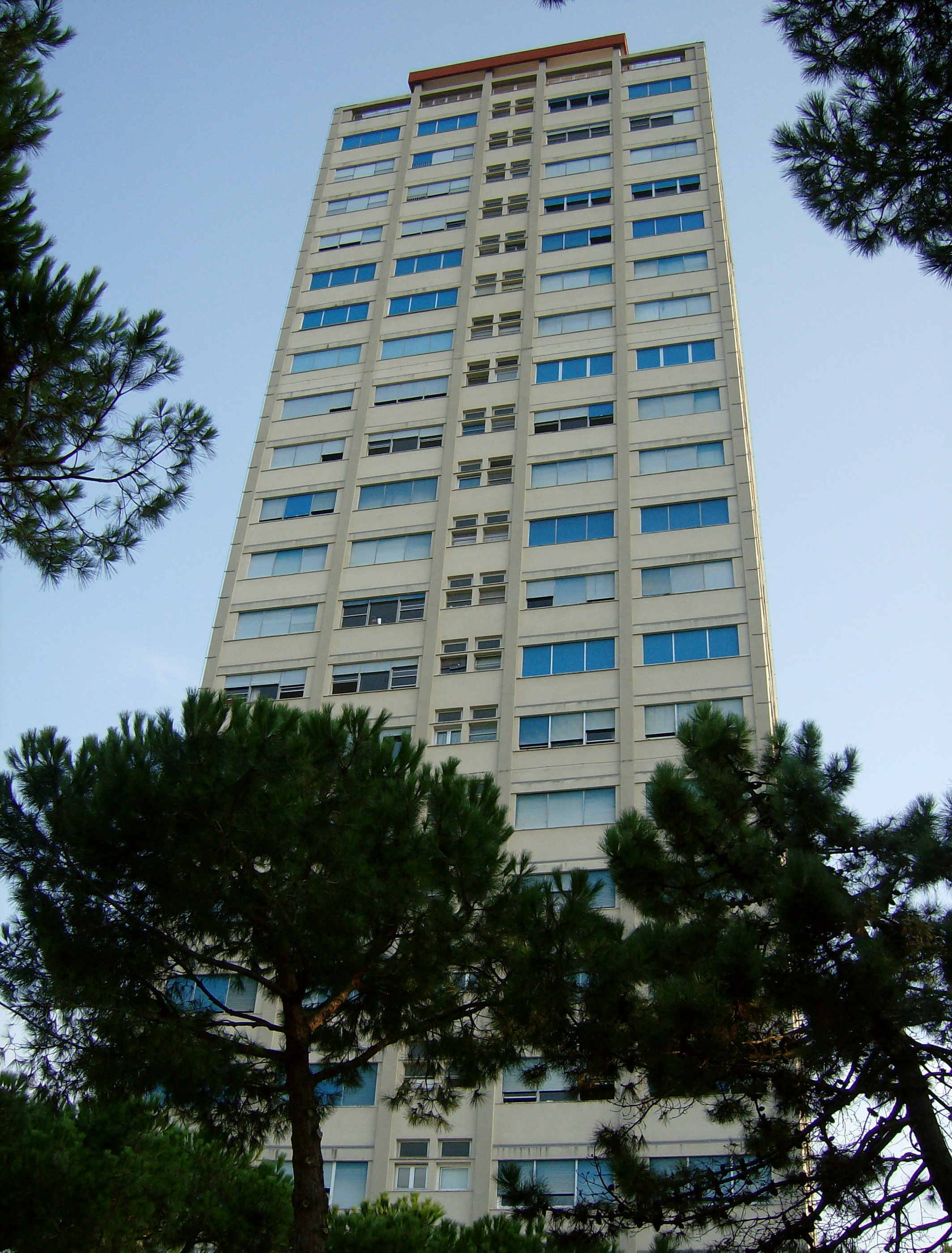
Il grattacielo Marinella